# Woodstock (Virgínia)
Woodstock é uma cidade  localizada no estado norte-americano de Virginia, no Condado de Shenandoah.

## Demografia
Segundo o censo norte-americano de 2000, a sua população era de 3952 habitantes.
Em 2006, foi estimada uma população de 4266, um aumento de 314 (7.9%).

## Geografia
De acordo com o United States Census Bureau tem uma área de
8,4 km², dos quais 8,4 km² cobertos por terra e 0,0 km² cobertos por água. Woodstock localiza-se a aproximadamente 400 m acima do nível do mar.

## Localidades na vizinhança
O diagrama seguinte representa as localidades num raio de 24 km ao redor de Woodstock.